# Erica Caluwaerts
Erica Caluwaerts (1978) is een Belgisch politicus en advocaat strafrecht. Als politica kwam ze tot in 2023 uit voor Open Vld.
Ze startte in 2002 aan de balie van Antwerpen als advocaat strafrecht.
Op 13 oktober 2018 werd ze verkozen als lid van de Antwerpse gemeenteraad waar ze vanaf 7 januari 2019 in zetelt en op 20 december 2021 legde ze haar eed af als schepen op de Antwerpse gemeenteraad om vanaf 1 januari 2022 de liberale schepen Claude Marinower op te volgen.
In oktober 2023 stapte ze uit Open Vld en ging als onafhankelijke zetelen. Voor de gemeenteraadsverkiezingen in 2024 richtte ze in februari 2024 een nieuwe partij op: Onafhankelijke Liberalen Antwerpen (OL-A). Met die partij wil ze naar eigen zeggen opkomen voor de vrijheden van de Antwerpenaars.